# Peter Berger

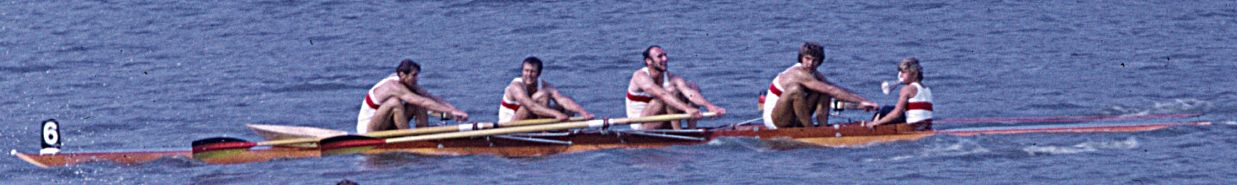
EM i rodd 1971. Berger sitter som "stroke", dvs tvåa från höger i bild.

Peter Berger, född den 16 oktober 1949 i Konstanz i Tyskland, är en västtysk roddare.
Han tog OS-guld i fyra utan styrman i samband med de olympiska roddtävlingarna 1972 i München.